# Vestre Steindalsnosi
De Vestre Steindalsnosi is een berg behorende bij de gemeente Luster in de provincie Sogn og Fjordane in Noorwegen. De berg, gelegen in Nationaal park Jotunheimen, heeft een hoogte van 1936 meter. Vlakbij ligt de Store Steindalsnosi.
De Vestre Steindalsnosi is onderdeel van het gebergte Jotunheimen.